# François Marie Le Danois
Pour les articles homonymes, voir Le Danois.
François Marie Le Danois (1710-1784), marquis de Cernay, seigneur de Raismes, seigneur et comte de Houdeng, était un général français et l'un des premiers entrepreneurs du charbon français du XVIIIe siècle en tant qu'actionnaire, à partir de 1757 de la compagnie des mines d'Anzin.

## Biographie
François Marie Le Danois était le fils de Joseph François Le Danois, dit « de Neuchâtel », seigneur et vicomte de Houdeng, grand maréchal héréditaire de Hainaut et de la comtesse de Cernay, future douairière. 
Seigneur du lieu, proche de la frontière française, colonel de cavalerie et chef d'une brigade de la gendarmerie, François Marie le Danois fit une brillante carrière militaire et devint "Lieutenant général des armées du Roi". 
L’exploitation du charbon à Houdeng est attestée par la Chronique de Bonne-Espérance de 1299 et se poursuivra de façon continue. Le père de François-Marie Le Danois est à l'origine de la création en 1685 de la Société du Grand Conduit qui deviendra le puissant charbonnage de Bois-du-Luc, sur lequel naîtra la ville-champignon de La Louvière, un siècle et demi plus tard, en 1869. Haut-justicier sur la seigneurie d'Houdeng, c'est lui qui accorda les droits d'exploitation du sous-sol de sa seigneurie par la Société du Grand Conduit en échange de parts dans la société et d'un droit nommé entrecens qui était une aliquote très importante de la production tirée du sous-sol. 
Le 30 août 1740, François Marie Le Danois vend pour 80 000 florins à Nicolas François Joseph de Biseau, écuyer, seigneur de La Motte-Crohin, trois fiefs, dont la seigneurie de Houdeng. Il lui vendra aussi en deux fois ses parts dans le charbonnage. Avec cet argent, il deviendra en 1757, un actionnaire important de la Compagnie des Mines d’Anzin à sa fondation.
François Marie Le Danois était aussi un mélomane averti. Après avoir encouragé les premiers essais du musicien Jacques-Philippe Lamoninary (1707-1802), originaire de Valenciennes, il ne cessa de lui accorder sa protection. Aussi le musicien lui dédia-t-il tous ses ouvrages, en termes très reconnaissants.
« Monsieur, je vous ai fait jusqu'ici l'hommage de mes productions ; j'ose vous supplier d'agréer encore ce nouveau fruit de mon faible talent. Si j'eusse connu quelqu'un, qui, à autant de dignité et de bonté que vous en avez, eut joint un tact plus sur et un discernement plus exsquis ; il eut été mon Mécène. Aux motifs de la plus vive reconnaissance que vous m'avez fournis, j'ose joindre l'expression des sentimens de respect et de vénération dont je suis pénétré et avec lesquels je suis Monsieur, Votre très humble et très Obéissant serviteur ».
Il n'eut qu'un seul enfant, Marie-Françoise-Collette Le Danois de Cernay, qui épousa en 1754 Louis Hubert Le Danois, Marquis de Joffreville.